# باب التلسيم
باب التلسيم، اسمه في الأصل باب الحلبة و هي بوابة عباسية قديمة تقع على جانب الرصافة من بغداد، العراق، و هي إحدى بوابات بغداد القديمة. ظلت البوابة محفوظة جيدًا حتى هدمتها القوات العثمانية في 11 مارس/آذار 1917 ردًا على هجومها على المدينة خلال الحرب العالمية الأولى.

## تاريخ
في أواخر العصر العباسي، أمر الخليفة الثامن والعشرون المستظهر ببناء سور جديد يحيط بالجانب الشرقي من بغداد لحمايتها من الجيوش الغازية وغارات البدو. وأُقيمت إلى جانب السور عدة أبواب، كان من بينها باب التلسيم المعروف آنذاك بباب الحلبة. وقد واصل الخليفة المسترشد، ومن بعده عدد من الخلفاء العباسيين، أعمال إصلاح أسوار الجانب الشرقي من بغداد. وفي عام 1221م، قام الخليفة الناصر بترميم أبواب وأسوار المدينة، كما زيّن باب الحلبة بنقوش.
يُصوِّر نقش الناصر على البوابة ثعبانين أو تنينين معقودين يحملهما شخص جالس يُعتقد أنه الخليفة نفسه. اشتهر النقش بكونه تعويذة بين أهل بغداد، إذ كان يُعتقد أنه يوفر الحماية من أعداء بغداد. ونتيجةً لذلك، اكتسبت البوابة لاحقًا اسمها الأكثر شهرة، باب التلسيم. ونظرًا لوقوع البوابة بجوار ضريح عبد القادر الجيلاني، فقد لُقِّبت أيضًا بـ"باب الشيخ عبد القادر"، ولكن أُختصر إلى باب الشيخ، الذي أصبح اسم الحي المحيط بالضريح.

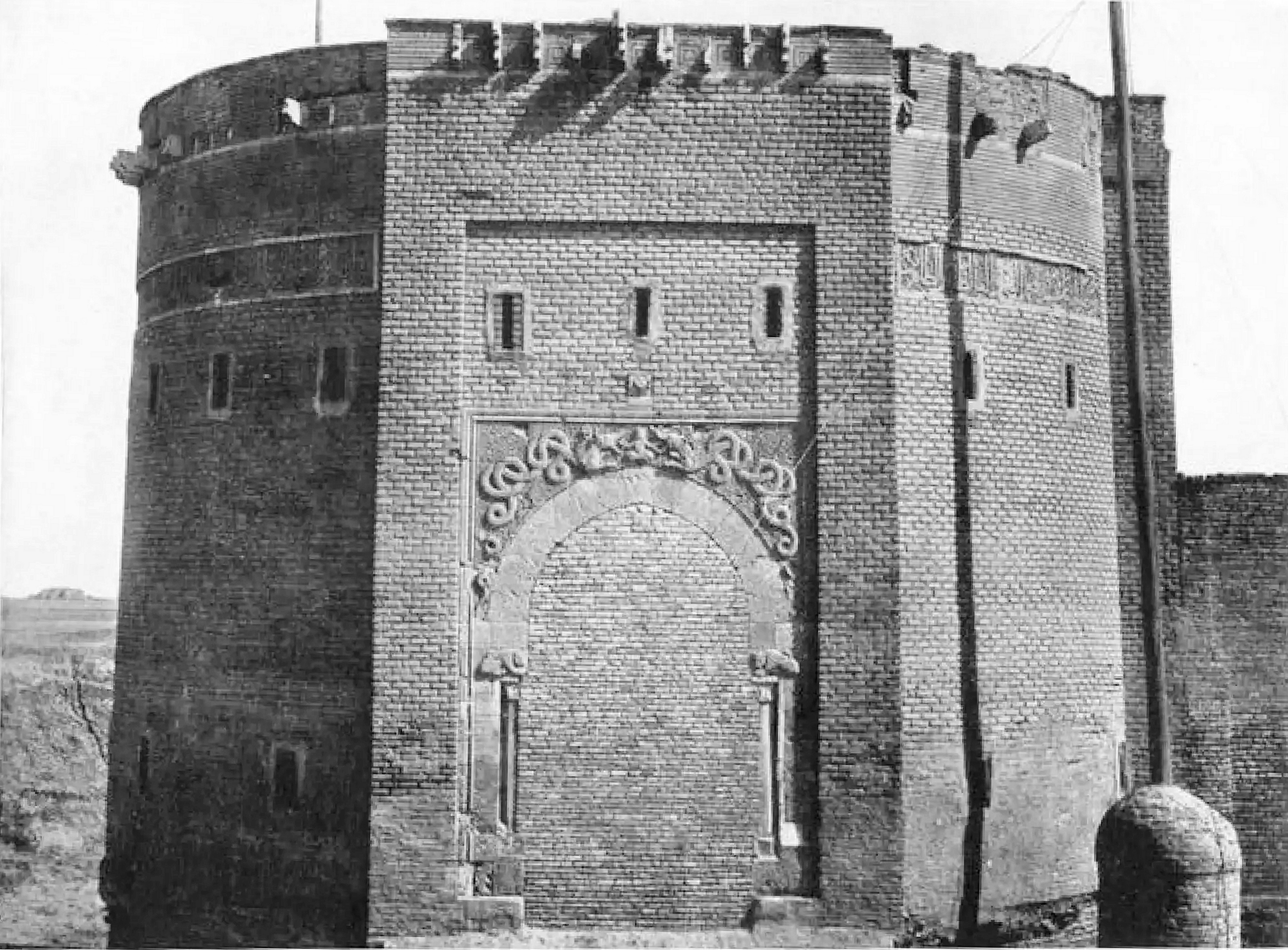
مدخل باب الجامع صوره فريدريك سيمبيش سنة 1914

قبل الترميم، كان الرحالة الأندلسي ابن جبير قد وصف البوابة في عام 1185. وقد ذُكرت في روايات حصار المغول لبغداد عام 1258. وافتتح السلطان السلجوقي مالك شاه ملعب بولو أمام البوابة في عام 1086. يقع باب الوسطاني شمال المكان الذي كان يقف فيه باب التلسيم. وعندما أمر السلطان سليمان القانوني برسم خريطة لبغداد عام 1534، لم يُدرج باب التلسيم على الرغم من تفاصيل الخريطة. وفي عام 1638، غزا السلطان العثماني مراد الرابع بغداد، ودخل من البوابة وأبحر بها وأغلقها. وخلال الأجزاء الأخيرة من الحرب العالمية الأولى، كانت الإمبراطورية العثمانية تخسر الحرب. ولمنع الإمبراطورية البريطانية من تخزين البارود داخل البوابة، قامت القوات العثمانية بتدمير البوابة في 11 مارس 1917 أثناء انسحابها من بغداد، ولم تترك أي بقايا باقية من البوابة العباسية اليوم.

### إعادة الاكتشاف
في عام ١٩٨٢، كان العمل جاريًا لتعبيد طريق جديد في باب الشيخ، حين اكتُشفت أساسات باب التلسيم القديمة. سارعت دائرة الآثار العراقية إلى إجراء حفريات في الموقع، واكتشفت بقايا البوابة. وبعد دراسة المنطقة من قِبل عدد من الباحثين من خلال المصادر التاريخية، تأكد أن هذا هو الموقع القديم للبوابة.

## الهندسة المعمارية والميزات
كانت البوابة برجًا أسطوانيًا مبنيًا من الطوب المحروق، متصلًا بالأسوار الشمالية الشرقية لبغداد. احتوت واجهتها الرئيسية على عدة نوافذ صغيرة ذات فتحات في منتصفها. واحتوى الجزء العلوي منها على فتحات أقواس مدببة على محيطها بالكامل، تعمل كشرفة مفتوحة. احتوت البوابة على أقواس حجرية، وزينت بالعديد من الزخارف والنقوش.
وقد نقش على الحائط فوق البوابة، يذكر الخليفة العباسي بأنه "الإمام الذي يجب على البشرية جمعاء أن تخضع له"، وكذلك "الخليفة الذي بدأه سيد العالم والذي هو دليل على الله من بين جميع الكائنات".

### التنانين والخليفة

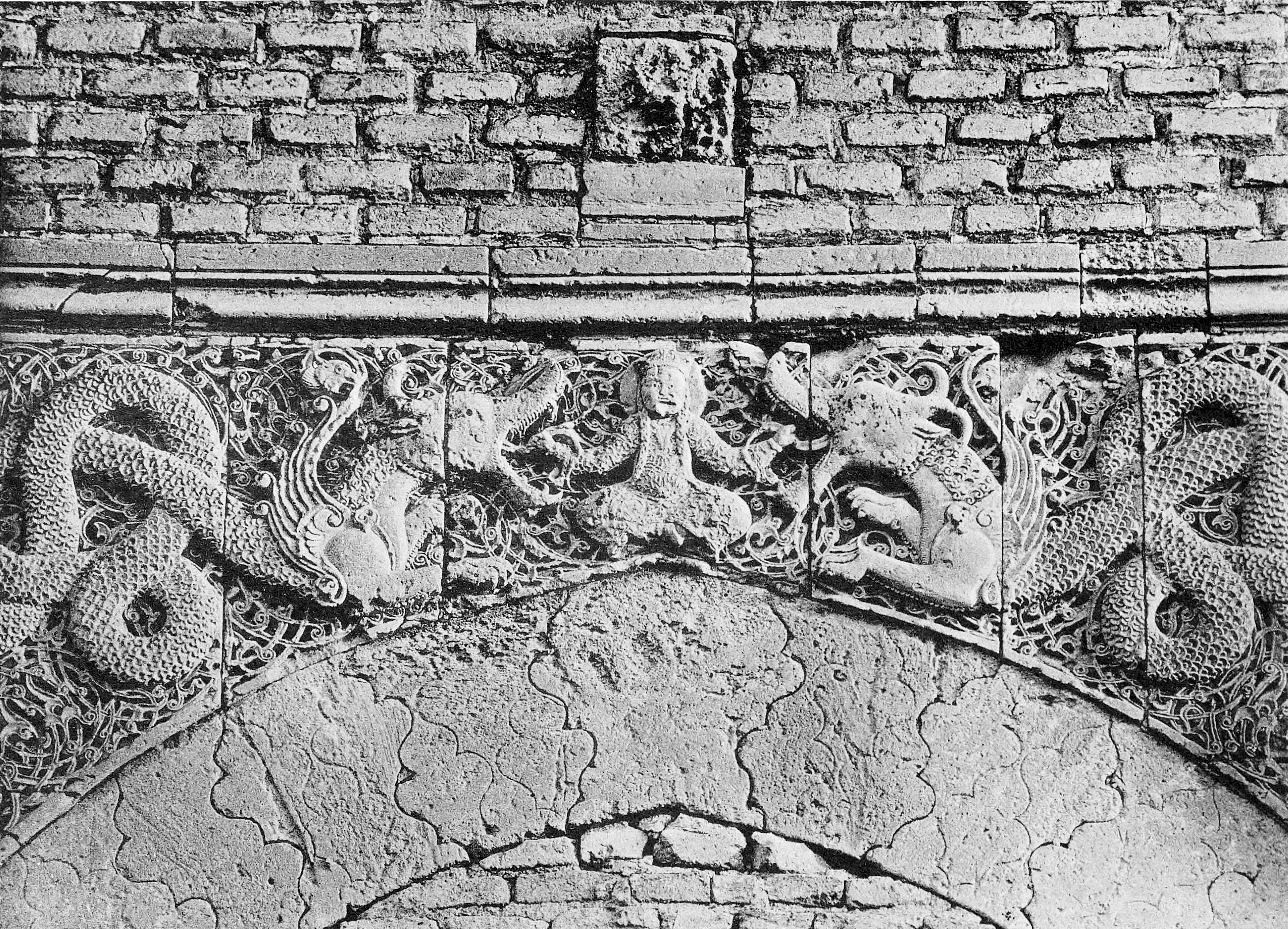
النقوش الموجودة على البوابة تصور شخصًا، ربما يكون الناصر، وهو يحمل ألسنة تنينين ثعبانيين.

كان أبرز ما يميز البوابة النقوش الحجرية المفصلة التي تصور إنسانًا جالسًا، ربما حاكمًا، يمسك بألسنة تنينين أو ثعبانين. نقش غير مألوف للغاية، ولكنه نادر، ويمكن رؤيته في نقش تنينين مزدوجين مشابه على بوابة في قلعة حلب. لم تُنسب التماثيل الحجرية التي تمثل حاكمًا جالسًا متربعًا بين تنينين إلى أي حاكم على وجه اليقين، ولكن يُعتقد أنها تعود إلى فترة مراد الرابع.
لكن يُعتقد عمومًا أن التمثال الجالس هو تمثال الناصر، إذ كانت النقوش جزءًا من ترميمه للبوابة. وقد ترمز هذه النقوش إلى انتصاره على عدويه الرئيسيين في ذلك الوقت: الزعيم الأعظم لجماعة الحشاشين، وحاكم الإمبراطورية الخوارزمية محمد الثاني.

قد يكون الشكل الجالس المتربع على ساقيه تجسيدًا للشمس أيضًا.

معرض لمعالم باب الطلسم
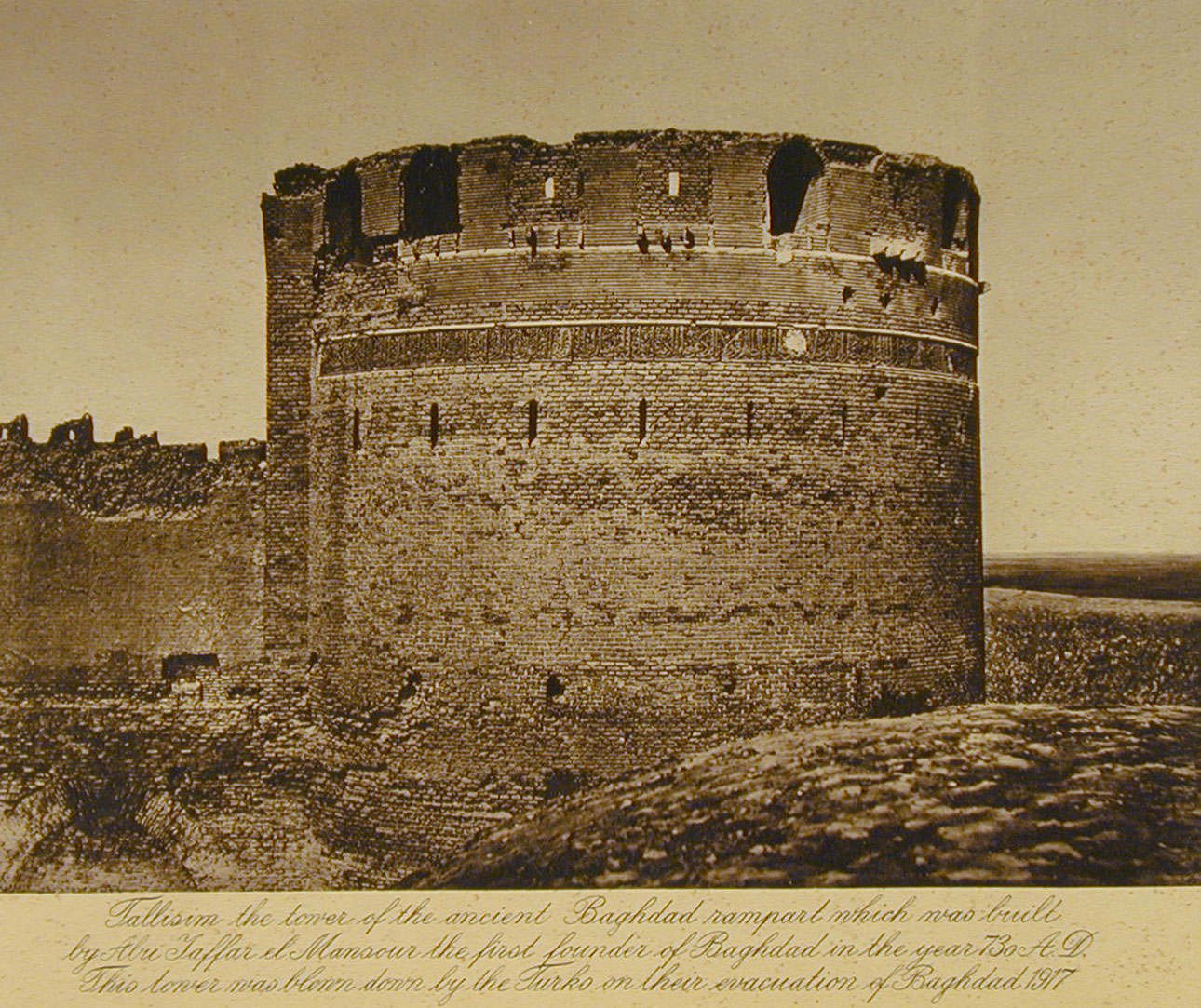
صورة للبوابة قبل عام 1917
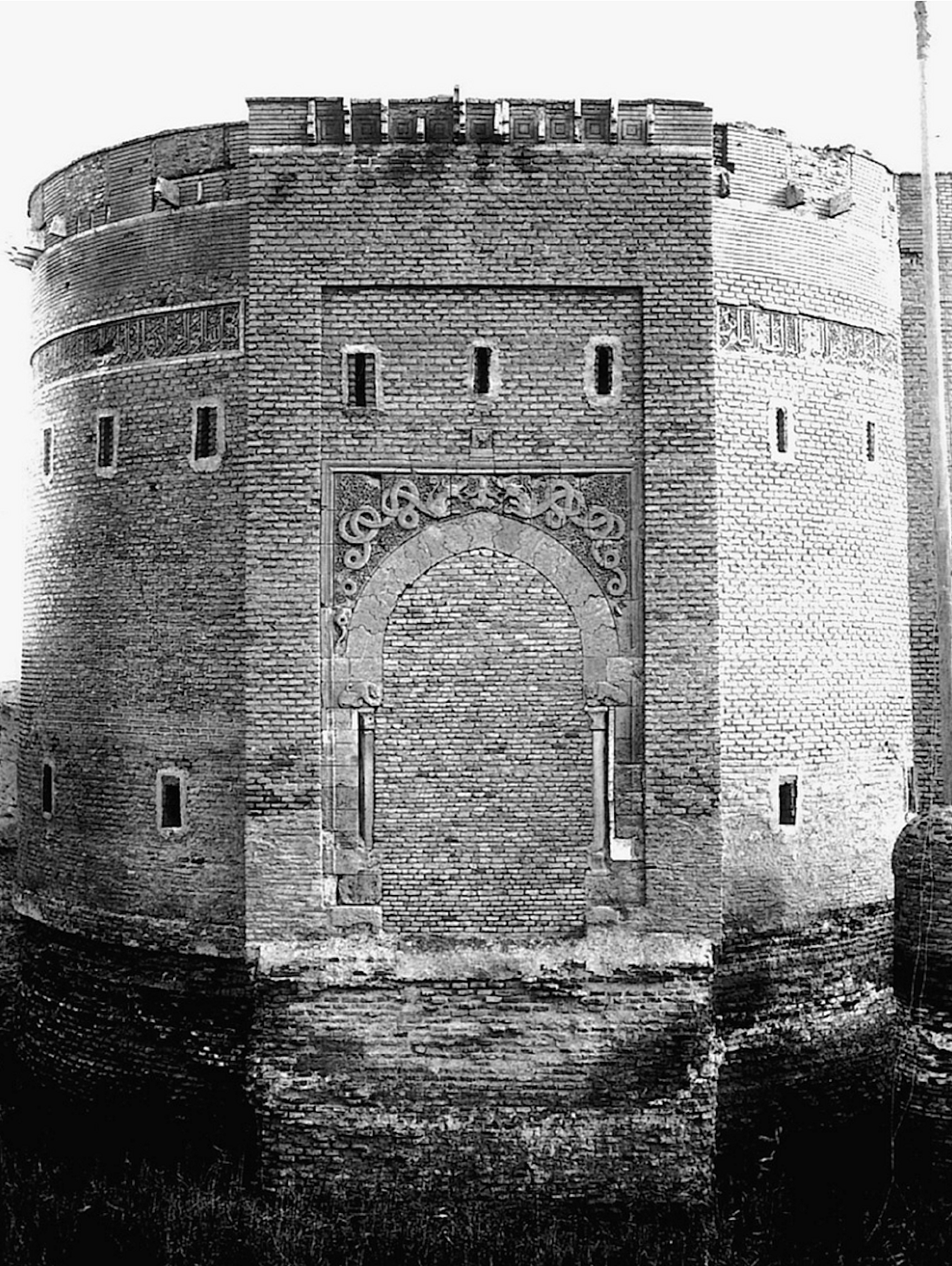
المنظر الأمامي لبرج البوابة
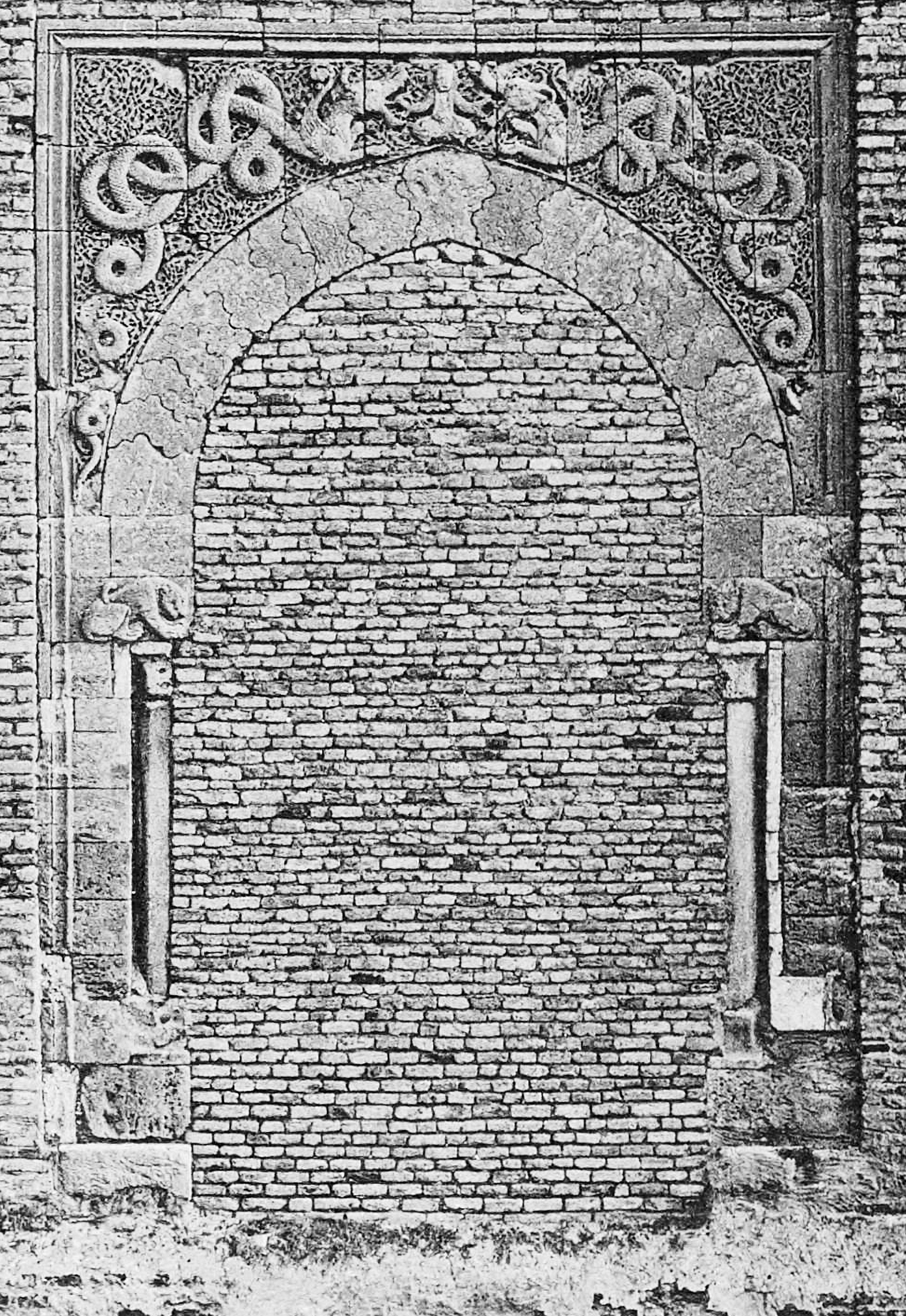
مدخل البوابة التي أغلقها مراد الرابع
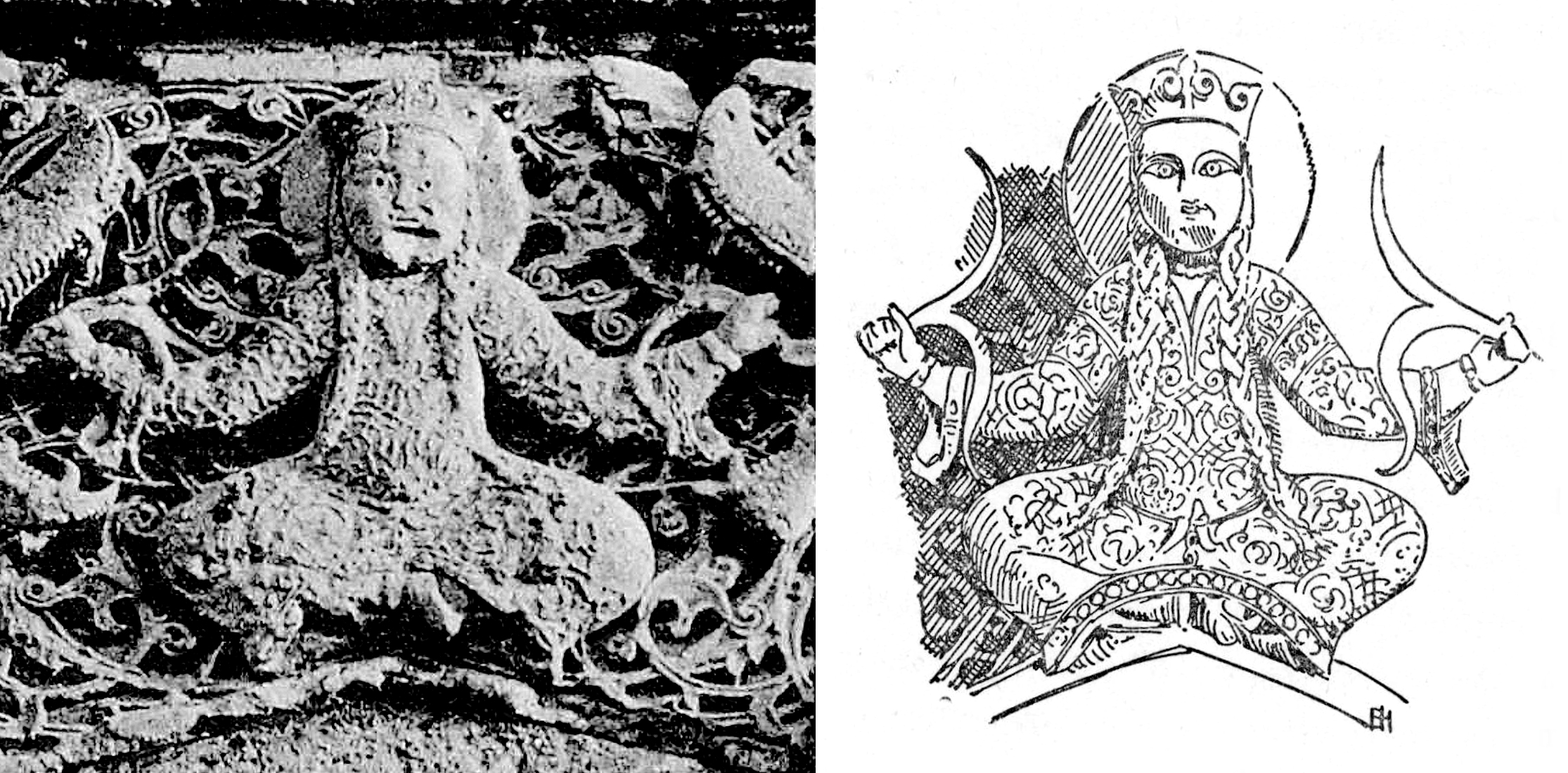
إعادة إنشاء الشكل الجالس المنحوت على البوابة

### الأعمال المذكورة
- Francis، Bashir Youssef (10 يوليو 2017). Encyclopedia of Cities and Sites in Iraq - Part One. E-KUTUB Ltd. ISBN:9781780582627.
- Le Strange، Guy (1900). Baghdad During the Abbasid Caliphate. From Contemporary Arabic and Persian Sources. Oxford: Clarendon Press. ISBN:9781138080324.
- Scheiner، Jens؛ Torel، Isabel (2022). Baghdād: From Its Beginnings to the 14th Century. دار بريل للنشر. ISBN:9789004513365.